# Tony Mawejje
Anthony Mawejje (Masaka, 15 novembre 1986) è un ex calciatore ugandese, di ruolo centrocampista.

## Carriera

### Club
Dopo aver militato nei primi anni di carriera in squadre del suo paese natale, si trasferisce nel 2003 nella squadra islandese dell'ÍBV Vestmannæyja, dove milita anche il connazionale Abel Dhaira. Il 29 novembre 2013, firma per l'Haugesund. Il 13 luglio successivo, viene ceduto in prestito al Valur. Il 27 gennaio 2015 rescinde il contratto che lo legava all'Haugesund.
Il 28 agosto 2017 lascia l'Islanda per accasarsi alla squadra albanese del Tirana.

### Nazionale
Esordisce giovanissimo nella nazionale maggiore del suo paese.

## Palmarès

### Club

#### Competizioni nazionali
- Coppa d'Uganda: 1

Kampala City: 2004
- Supercoppa d'Albania: 1

Tirana: 2017